# Michelstadt
Michelstadt è una città tedesca situata nel land dell'Assia.

## Arte e cultura

### Teatro
- Kleinkunstbühne Patat (cabaret)
- Michelstädter Theatersommer, festival annuale all'aria aperta nello storico Kellereihof
- Theaterkarren e.V. Odenwald, dal 1998 si svolge regolarmente, con diversi gruppi e produzioni

### Museums
- Odenwald- und Spielzeug-Museum (Odenwald e giocattoli)
- Museumsmühle Michelstadt – storico mulino dal 1420
- Landesrabbiner Dr. l. E. Lichtigfeld-Museum (Rabbi Lichtigfeld)
- Privates Elfenbeinmuseum Ulrich Seidenberg (museo privato sull'avorio)
- Motorrad-Museum (museo delle motociclette)